# Gelfand
Gelfand in Gelfond sta priimka judovskega porekla. V jidišu pomenita »slon«.
- Alan Gelfand (*1963), ameriški rolkar na deski.
- Boris Gelfand (*1968), izraelski šahist.
- Izrail Mojisejevič Gelfand (1913—2009), rusko-ameriški matematik, biolog, fiziolog in biokemik.
- Vladimir Natanovič Gelfand (1923—1983), ruski pisatelj..